# Göran Palm (bankdirektör)
Carl Göran Henrik Palm, född 4 april 1933 i Göteborg, död 9 februari 2023 i Göteborg, var en svensk bankdirektör.
Han var elev vid Göteborgs handelsläroverk och studerade sedan vid University of Wisconsin, USA, 1955–1956. Han tog en jur kand vid Uppsala universitet 1959, följt av tingstjänstgöring 1959–1961, varpå han var biträdande jurist vid advokatbyrå 1961–1965, LSA 1964, bankjurist vid Göteborgs bank 1965, direktör där och chef för kontoren i Helsingborg 1966, regionchef 1970, finansdirektör ESAB 1973–1978, utlandschef SHB (regionbanken Västra Sverige) 1978, vice VD och chef för regionbanken Södra Sverige 1980 samt VD Handelsbankens fonder AB från 1986.
Palm var från 1959 till sin död gift med juristen Elisabeth Palm (född 1936).